# Diadochia saca
Diadochia saca là một loài bướm đêm trong họ Noctuidae.